# Bonós i Maximià
Bonós i Maximià (Antioquia de l'Orontes, segle iv - ~363) van ésser dos soldats romans, màrtirs per la seva fe cristiana. Són venerats com a sants per diverses confessions cristianes. Hi ha tradicions que els fan, sense cap fonament ni versemblança històrics, nascuts a Arjona (província de Jaén) i de Blanes (la Selva). Hi ha poques dades sobre la seva vida. Sembla que eren soldats de Julià l'Apòstata i que van ésser decapitats a Antioquia per haver-se convertit al cristianisme i rebutjar el pa que els havia enviat a la presó el mateix emperador. Van morir al 363.
Venerats com a màrtirs, són els sants patrons d'Arjona i Blanes, ja que la seva història es va reelaborar i va donar lloc a sengles desdoblaments dels sants originals i a la creació de figures llegendàries en ambdós pobles.

## Bonós i Maximià de Blanes
A mitjan segle xvii el blanenc Joan Gaspar Roig i Jalpí va escriure diverses obres històriques amb dades falses, introduïdes per justificar l'antiguitat d'alguns fets, institucions o cultes locals, en la tradició dels falsos cronicons. Entre elles hi havia el Sermó dels Il·lustríssims màrtyrs y patrons de l'antiga vila de Blanes, del Bisbat de Girona, Sant Bonoso i Sant Maximiano, naturals de dita vila y en ella martyritzats, any de Christo 156, on va falsificar les dades existents sobre aquests dos sants, i aprofitant la seva escassedat i la manca d'actes antigues, va reelaborar-ne la història per vincular-los a Blanes, fent-los nascuts a la vila.
La història de Roig, basada en dos suposats breviaris antics, ja perduts, i en les suposades actes del martiri, també perdudes, mostra dos joves de famílies nobles del segle ii, que, detinguts per cristians en temps d'Antoní Pius, són torturats i cremats el 21 d'agost de l'any 156 a Blanes.
Creient-ne autèntica la història de Roig, l'ajuntament de Blanes va proclamar els dos màrtirs patrons de la vila en 1668. La festa major petita de Blanes, dedicada als anomenats els Santets, se celebra el 21 d'agost, amb ofrena floral a la fornícula dels sants, xocolatada popular i la Marxa de Sant Bonosi, caminada a la Nit de St. Bonós.

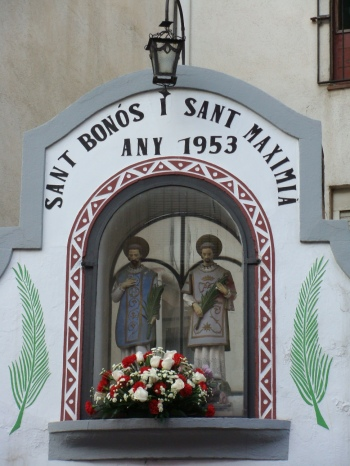
Fornícula a Blanes amb els sants Bonosi i Maximià.

## Bonós i Maximià d'Arjona
La vinculació amb Arjona també es basa en una falsificació pseudohistòrica, la Crònica falsament atribuïda al romà Luci Flavi Dextre i obra, en realitat, de Jerónimo Román de la Higuera, escrita al final del segle xvi i publicada en 1619. L'obra reescrivia la història civil i eclesiàstica de l'antiga Hispània, amb fets històrics inventats i personatges ficticis que es donaven com a autèntics, sobretot bisbes i sants. Entre ells, l'autor, sense cap fonament històric, va fer que Bonós i Maximià, de qui només es coneixia la seva mort a Antioquia, fossin naturals d'Arjona, antiga Alba Urgavonensis. La manca d'actes de martiri antigues va fer que l'autor s'assegurés que no es podria comprovar fàcilment l'engany.
Segons aquesta falsificació, que es va tenir com a veritable, Bonós i Maximià (Andújar, 290 i 288 - Arjona, 308) eren dos germans nascuts a Iliturgi, prop de l'actual Andújar, eren fills de pares convertits al cristianisme i que havien estat martiritzats a la mateixa ciutat. Ells mateixos eren cristians i, allistats com a soldats al servei dels emperadors Dioclecià i Maximià, durant la persecució comandada a Hispània pel prefecte Publi Dacià (també llegendari), van ésser torturats i decapitats, en no voler abjurar de la seva fe, el 21 d'agost de 308. Tenien llavors 18 i 20 anys.
En 1628, un prevere d'Arjona va llegir la notícia publicada i, arran d'uns fets misteriosos esdevinguts a Arjona cap al 1616, va fer excavar a la muralla de la ciutat fins que van trobar-s'hi restes humanes que, amb febles fonaments, s'atribuïren als sants Bonós i Maximià i a una munió d'altres màrtirs cristians. La llegenda diu que els ossos trobats emanaven llum i tenien propietats guaridores, i que alguns rajaven sang. Preses com a autèntiques les relíquies, va construir-s'hi un santuari, anomenat Santuario de las Reliquias, per guardar-les-hi i on són venerades des de llavors.
El mateix any, 1628, el municipi proclamà sants patrons de la ciutat els dos sants, celebrant aquell any l'anomenada Fiesta Santos, festa major que té lloc el 21 d'agost. La devoció als sants s'estengué a altres pobles del voltant i d'Andalusia.